# Anghel Saligny (métro de Bucarest)
Pour le personnage historique, voir Anghel Saligny.
Anghel Saligny (anciennement Linia de Centura) est une station de métro roumaine de la ligne M3 du métro de Bucarest. Elle est située boulevard Theodor Pallady, dans le secteur 3, de la ville de Bucarest. 
Elle est mise en service en 2008 et renommée en 2009.
Exploitée par Metrorex elle est desservie par les rames de la ligne M3 qui circulent quotidiennement entre 5 h 0 et 23 h 0 (heure de départ des terminus). À proximité il y a deux arrêts d'autobus.

## Situation sur le réseau
Établie en souterrain, la station Anghel Saligny est un des deux terminus, avec Preciziei, de la Ligne M3 du métro de Bucarest. Elle est précédée par la station Nicolae Teclu.

## Histoire
La station « Linia de Centura » est mise en service le 20 novembre 2008, lors de l'ouverture à l'exploitation du prolongement de la ligne, de 4,7 kilomètres venant de la station Nicolae Grigorescu.
Elle est renommée « Anghel Saligny » en juillet 2009.

## Service des voyageurs

### Accueil
La station dispose de deux bouches sur le boulevard Theodor Pallady. Des escaliers, ou des ascenseurs pour les personnes à mobilité réduite, permettent de rejoindre la salle des guichets et des automates pour l'achat des titres de transport (un ticket est utilisable pour un voyage sur l'ensemble du réseau métropolitain).

### Desserte
À la station Anghel Saligny la desserte quotidienne débute avec le départ de la première rame à 5 h 0 et se termine avec le départ de la dernière rame à 23 h 0, puis l'arrivée de la rame partie à 23 h 0 du deuxième terminus.

### Intermodalité
À proximité de la station deux arrêts sont desservis par une ligne de bus (ligne 246).